# Vauchamps, Marne

Vauchamps este o comună în departamentul Marne, Franța. În 2009 avea o populație de 324 de locuitori.